# 愛媛県道178号湯山高縄北条線
愛媛県道178号湯山高縄北条線（えひめけんどう178ごう ゆやまたかなわほうじょうせん）は、愛媛県松山市を通る一般県道である。愛媛県中予地方の高縄半島最高峰である高縄山の山頂付近を走る県道である。

## 概要

### 路線データ
- 総延長：20.9 km
- 起点：松山市東川町（国道317号交点）
- 終点：松山市府中（府中交差点、国道196号交点）

## 歴史
- 1928年（昭和3年）9月14日 - 愛媛県告示第527号により、湯山北条停車場線として県道に認定される[1]。
- 1958年（昭和33年）6月27日 - 愛媛県告示第566号により、現路線名である湯山高縄北条線として県道に認定される（整理番号66番）[2]。
- 1972年（昭和47年）3月16日 - 愛媛県が愛媛県道178号湯山高縄北条線として認定。

## 地理

### 通過する自治体
- 松山市

### 交差する道路
- 国道196号
  - 松山北条バイパス
- 国道317号
- 愛媛県道339号粟井浅海線

### 沿線
- 石手川
- 愛媛県動物愛護センター
- 高縄山
- 松山市立河野小学校
- 河野川
- JR四国予讃線 柳原駅